# 사음초등학교
사음초등학교(舍音初等學校)는 대한민국 강원도 정선군 사북읍에 있었던 공립 초등학교이다.

## 연혁
- 1988년 3월 1일 : 개교
- 2013년 2월 28일 : 폐교 및 사북초등학교와 통합

## 폐교 사유
폐광으로 인한 학생 수 감소 및 주변에 강원랜드 및 유해업소로 인한 사북초등학교의 학습권 침해를 우려한 지역 주민의 요구로 폐교되었다. 폐교 이후, 2010년에 폐교된 사북여자중학교 부지와 통폐합된 사북초등학교가 2014년부터 이전하여 사용하고 있다.